# Лејк Вајкинг (Мисури)
Лејк Вајкинг (енгл. Lake Viking) насељено је место без административног статуса у америчкој савезној држави Мисури.

## Демографија
По попису из 2010. године број становника је 483.
| Група             | 2000.    | 2010.       |
| Белци             | 0 (0,0%) | 469 (97,1%) |
| Афроамериканци    | 0 (0,0%) | 0 (0,0%)    |
| Азијати           | 0 (0,0%) | 0 (0,0%)    |
| Хиспаноамериканци | 0 (0,0%) | 6 (1,2%)    |
| Укупно            | 0        | 483         |